# 逸仙
|                    |                                                                              |
| 艦歴               |                                                                              |
| 発注               |                                                                              |
| 起工               |                                                                              |
| 進水               | 1931年11月12日                                                               |
| 就役               | 1931年                                                                       |
| 除籍               | 1958年6月1日                                                                 |
| その後             | 1959年にスクラップとして処分                                                 |
| 前級               | 寧海型                                                                       |
| 次級               | 拡大逸仙型                                                                   |
| 性能諸元（竣工時） |                                                                              |
| 排水量             | 基準：1,650トン                                                              |
| 全長               | 82m、水線長： m                                                              |
| 全幅               | 10m                                                                          |
| 吃水               | 3.8m                                                                         |
| 機関               | 石炭専焼缶3基 レシプロ機関2基 2軸推進 4,000hp                                |
| 最大速             | 19.0ノット                                                                   |
| 航続距離           |                                                                              |
| 乗員               | 182名                                                                        |
| 兵装 （竣工時）    | 15.2センチ単装砲1門 14.0センチ単装砲1門 7.5センチ単装高角砲4門 47mm速射砲1門 |
| 兵装 （1939年）    | 12.0センチ単装砲1門 40mm連装機銃2基 25mm機銃5挺 7.7mm機銃6挺                 |
| 装甲               |                                                                              |

逸仙（いつせん、繁体字中国語: 逸仙、ピン音：Yi Xian）は、中華民国海軍が日中戦争前に建造した砲艦。中華民国海軍では軽巡洋艦に類別されていた。艦名は孫文の号である。英語圏等で見られる“Yat Sen”というのは広東語読みである。

## 艦歴

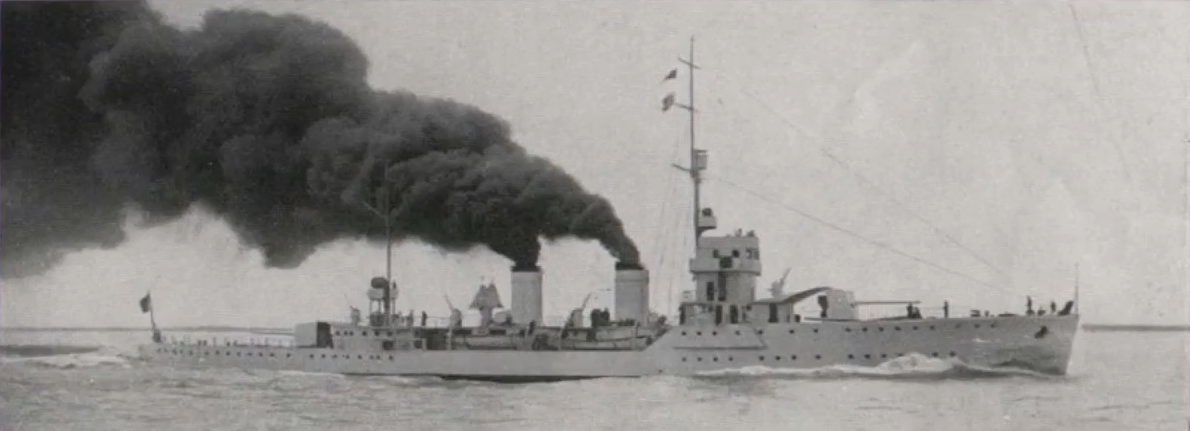
1930年代の「逸仙」。

1931年に上海江南造船廠にて完成した。1935年には台湾統治40周年を記念して開催された博覧会に招待された福建省政府主席陳儀を乗せ基隆港へ寄港している。
1937年に日中戦争が勃発、南京の江陰要塞防衛の任に就く。9月24日に「寧海」、「平海」の両艦が空襲で撃沈されると、替わって本艦が旗艦となる。しかしながら9月25日午前、敵機16機が本艦を攻撃し2機を撃墜したものの、14名の戦死者を出し沈没した。1938年日本軍が浮揚、5月12日に呉に回航、修理。この際兵装を日本軍式に改めると共に、船尾楼甲板の増設、音探、電探を装備している。1939年7月29日雑役船「阿多田」として兵学校練習船として再就役した。敗戦後中華民国に返還されるにあたり軍艦への復旧がなされたが、この際に廃艦となる「八雲」のドイツ製の調度品をのせて1946年7月30日に復旧工事を完了。8月25日上海にて中華民国へ返還され、旧艦名に復した。この際巡防艦（フリゲート）に艦種が変更された。
1949年4月23日に南京で発生した第二艦隊叛乱事件では白旗を掲げ投降したかに見せかけ、後に攻囲を突破し脱出した。台湾に到着後近海の警備に幾度となく参加。艦番は「78」であった。1958年6月1日に除籍、1959年5月19日にスクラップとして売却された。
第二次世界大戦終戦後の中華民国海軍の他の艦艇の殆どが日本からの戦利艦やアメリカやイギリスから譲渡された艦艇だったのに対し、本艦は中華民国政府遷台後では戦前からの中国製軍艦であった。